# Министр иностранных дел Габона
Мини́стр иностра́нных дел Габо́на, официально Мини́стр иностра́нных дел, франкофонии и региона́льной интегра́ции Габо́нской Респу́блики (фр. Ministre des Affaires Etrangères, de la Francophonie et de l’Intégration Régionale de la République gabonaise) — глава внешнеполитического ведомства в Габонской Республике.

## Полномочия
Министр:
- представляет Габон на двусторонних и многосторонних переговорах;
- подписывает международные договоры;
- распределяет обязанности между своими заместителями;
- утверждает положения о структурных подразделениях центрального аппарата;
- назначает на должность руководящих работников центрального аппарата, загранучреждений и территориальных органов.

## Список министров
Ниже приведен список министров иностранных дел Габона:
1. Андре Гюстав Ангиле (André Gustave Anguilé); с 1960 по 1961.
2. Жан-Илер Обам (Jean-Hilaire Aubame); с 1961 по 1963.
3. Жан Франсуа Ондо (Jean François Ondo); в 1963.
4. Жозеф Нгуа (Joseph Ngoua); с 1963 по 1964.
5. Леон Мба (Léon M’ba); в 1964[2]
6. Пьер Огюст Аваро (Pierre Auguste Avaro); с 1964 по 1965.
7. Жан Энгоне (Jean Engone); с 1965 по 1967.
8. Жан Мари Мба (Jean Marie M’ba); в 1967.
9. Бенджамин Нгубу (Benjamin Ngoubou); с 1967 по 1968.
10. Поль Малеку (Paul Malékou); в 1968.
11. Жан Реми Айуне (Jean Rémy Ayouné); с 1968 по 1971.
12. Жорж Равири (Georges Rawiri); с 1971 по 1974.
13. Поль Окумба д’Окванцеге (Paul Okoumba d’Okwatsegue); с 1974 по 1976.
14. Мартен Бонго (Martin Bongo); с 1976 по 1989.
15. Али бен Бонго (Ali Ben Bongo); с 1989 по 1991.
16. Паскалин Бонго Ондимба (Pascaline Bongo Ondimba); с 1991 по 1994.
17. Жан Пинг (Jean Ping) (первый раз); в 1994.
18. Казимир Ойе-Мба (Casimir Oyé-Mba); с 1994 по 1999.
19. Жан Пинг (Jean Ping) (второй раз); с 1999 по 2008.
20. Лор Ольга Гонджут (Laure Olga Gondjout); в 2008.
21. Поль Тунгуи (Paul Toungui); с 2008 по 2012.
22. Эммануэль Иссозе-Нгондет (Emmanuel Issoze-Ngondet); с 2012 по 2016.
23. Паком Мубеле Бубейя (Pacôme Moubelet-Boubeya); с 2016 по 2017.
24. Ноэль Мейсон Мессон (Noël Nelson Messone); с 2017 по 2018.
25. Режи Иммонго Татангани (Régis Immongault Tatangani); с 2018 по 2019.
26. Абду Раззак Гай Камбого (Abdu Razzaq Guy Kambogo); в 2019.
27. Ален-Клод Били-Би-Нзе (Alain Claude Bilie-By-Nze); с 2019 по 2020.
28. Паком Мубеле Бубейя (Pacôme Moubelet-Boubeya); с 2020 по 2022.
29. Мишель Муса Адамо (Michael Moussa Adamo); с 2022 по 2023.